# Christoph Hemlein
Christoph Hemlein (Heidelberg, Alemania, 16 de diciembre de 1990) es un futbolista alemán que juega en el SV Meppen de la 3. Liga de Alemania.
El 22 de octubre de 2011 Hemlein hizo su debut en la 1. Bundesliga con el primer equipo del VfB Stuttgart en un encuentro contra el F. C. Núremberg.

## Clubes
| Club                    | País         | Año       |
| ----------------------- | ------------ | --------- |
| TSG 1899 Hoffenheim     | Alemania     | 2009-2011 |
| VfB Stuttgart II        | Alemania     | 2011-2013 |
| NEC Nijmegen            | Países Bajos | 2013-2014 |
| Arminia Bielefeld       | Alemania     | 2014-2018 |
| 1. F. C. Kaiserslautern | Alemania     | 2018-2020 |
| SV Meppen               | Alemania     | 2020-     |